# Droujnaïa Gorka (Oblast de Léningrad)
Droujnaïa Gorka (en finnois : Orinansavotta, en russe : Дру́жная Го́рка) est une Commune urbaine du raïon de Gatchina de l'oblast de Léningrad, en Russie.

## Géographie
Droujnaïa Gorka est située au bord de la rivière Orlinka, au sud de la ville de Gatchina.
Des trains de banlieue desservant Droujnaïa Gorka mènent à la Gare de Saint-Pétersbourg-Baltique, par Gatchina et Louga.

## Population
Recensements (*) ou estimations de la population :
| 1989  | 2002  | 2010  | 2013  |
| ----- | ----- | ----- | ----- |
| 4 208 | 3 696 | 3 463 | 3 646 |

| 2015  | 2021  | - | - |
| ----- | ----- | - | - |
| 3 649 | 3 357 | - | - |